# Ayşe Dudu Tepe
Ayşe Dudu Tepe (født i 1980 i
Esbjerg ) er en dansk radiovært og skribent.
Som radiovært var Tepe tilknyttet Radio24syv,
Som skribent har hun skrevet indlæg for DenFri og Information.
I 2007 medvirkede hun i tv-serien Oraklerne og blev portrætteret i dokumentarfilmen Øde Ø i 2015.

## Udvalgte optrædener
- Dødsruten - Radiodokumentar om livet i den københavnske bydel Tingbjerg[8]. Programmerne blev lavet i samarbejde med kollegaen Kristoffer Eriksen. Radio24syv. (2014).

- Mors Pige - En portrætserie om forholdet mellem mor og datter[9]. DRTV, Danmarks Radio, P3. (2025).

- Nattevagten - Dagligt (natligt) samtale-radioprogram med skiftende emner og værter. Radio24syv. (2011-2019).